# Appius Claudius Nero
Appius Claudius Nero est un homme politique romain. 

## Biographie
Il est nommé consul suffect en 130 av. J.-C., en remplacement de Marcus Perperna mort à Pergame en luttant contre Aristonikos. 
Appius Claudius Nero pourrait avoir été dépêché, fin 133 av. J.-C. par le Sénat romain dans une legatio. Composée de cinq légats, cette ambassade fut envoyée pour recenser les richesses du Royaume de Pergame, légué à la République romaine par le roi Attale III. Un décret honorifique datant de 132 av. J.-C., de la cité ionienne de Métropolis évoque en effet un certain Papos qui pourrait être une forme corrompue d'Appius et qui aurait dirigé une armée composée de contingents de soldats de cités grecques de la côte Ouest de l'Asie Mineure, contre l'usurpateur Eumène III/Aristonikos, dans le cadre de la guerre d'Aristonikos (133 - 126 av. J.-C.).